# Igreja Cristã Evangélica do Brasil
A Igreja Cristã Evangélica  do Brasil (ICEB) é uma denominação protestante. Foi fundada em 1901 e possui atualmente mais de 300 igrejas em todo o Brasil. A Igreja Cristã Evangélica do Brasil tem um governo democrático-representativo. A sua liderança nacional é eleita em Concílio Nacional a cada quatro anos. A denominação possui quinze Regiões Eclesiásticas, as quais por sua vez agrupam as igrejas locais. Os pastores são formados em teologia, a maioria no Seteceb (Seminário Teológico Cristão Evangélico do Brasil) e são eleitos pelas assembleias das igrejas locais.

## História
As primeiras igrejas foram iniciadas por um canadense chamado Reginaldo Young. Este iniciou um projeto de evangelização em Morro Velho (Minas Gerais) o que culminou na fundação da "Igreja Cristã Paulistana" em 25 de agosto de 1901. Foi fundado também um Instituto Bíblico que preparou os convertidos e obreiros para a plantação de mais igrejas. Os primeiros estados atingidos foram: Minas Gerais, Paraná, Rio de Janeiro e Goiás.
O trabalho destes missionários em Goiás culminou na formação de igrejas em Catalão, Jacareí e Palmeiras de Goiás. Em 1915 foi fundada a igreja em São José dos Campos.

### Fusão e separação com a UIECB
Outras missões como a ‘’União Evangélica Sul Americana’’ e ‘’Socorro para o Brasil’’ atuavam no Brasil neste período e desempenharam importantes funções em ajuda a ICE. Devido a esse apoio em 1942 a ICE foi incorporada a União das Igrejas Evangélicas Congregacionais do Brasil (UIECB).
Em 1968 houve nova separação entre as denominações, tornando-se a Igreja Cristã Evangélica novamente uma denominação separada. Todavia, no ato de separação da UIECB formaram-se duas denominações separadas, uma em Goiás e a outra formada pelas igrejas de São Paulo e Distrito Federal. Estas igrejas mantiveram-se separadas até 1979 quando uniram-se para formar a atual ‘’Igreja Cristã Evangélica’’.

### Dissidentes
Vários grupos dissidentes surgiram na ICE, sobretudo por apoio de grupos ao Pentecostalismo. Em 1987 um grupo se separou da ICE, dando origem a Igreja Luz para os Povos.
Outro grupo separados pelo mesmo motivo é a Igreja Cristã Evangélica Renovada.

### Atualidade
A Igreja Cristã Evangélica do Brasil tem sua sede administrativa em Anápolis-GO e conta com igrejas em quase todos os estados do Brasil e no Distrito Federal. Tem uma forte presença no estado de Goiás e atua em missões nacionais e internacionais (Uruguai, Venezuela, Portugal, Índia, Marrocos, Guiné Bissau e Moçambique). Mantém um seminário, o Seminário Teológico Cristão Evangélico do Brasil localizado em Anápolis, Goiás.
A denominação possui um modus vivendi com a União das Igrejas Evangélicas Congregacionais do Brasil e Aliança das Igrejas Evangélicas Congregacionais do Brasil que é um reconhecimento e comunhão mútua entre essas três denominações congregacionais brasileiras.

## Eventos
Em Catalão, a igreja fez um feira em comemoração aos 114 anos de fundação em 2014.
A ICE participou também no mesmo ano do Domingo da Igreja Perseguida, evento promovido em parceria com a Missão Portas Abertas em apoio ao cristãos em países em que existe perseguição religiosa.

## Doutrina
A ICE é uma igreja cujo governo é Democrático Representativo, tem em sua doutrina o ensino da trindade, inerrância bíblica, imortalidade da alma, justificação pela fé e o credobatismo.